# ربط القدم
ربط القدم (بالصينية التقليدية: 纏足، بالصينية المبسطة: 缠足) هي عادة ممارسة ربط مُحكَم على أقدام الفتيات الصغيرات لتعديل شكل وحجم أقدامهن. انتشرت ممارسة تلك العادة في الصين منذ القرن العاشر واستمرت حتى بداية القرن العشرين، حيث كانت تُعبِّر الأقدام المربوطة عن الجمال وكانت بمثابة رمز اجتماعيّ. كانت تلك الممارسة شديدة الألم وتَحُدُّ من حركة النساء المُتعرِّضات لها، كما كانت تسبب لهن إعاقة دائمة. وكانت الأقدام المربوطة تُسمى أقدام اللوتس. نشأت تلك الممارسة بين نساء الطبقة العليا وراقصات البلاط الملكيّ في فترة الأسر الخمس والممالك العشر خلال القرن العاشر في الصين، ثم صارت شائعة بين الصفوة أثناء حُكم سلالة سونغ الحاكمة، وحتى انتشرت بين جميع الطبقات على يد سلالة تشينغ الحاكمة. يُمارس ربط القدم بأشكال عدة، لكن يبقى الشكل الأكثر شدة منه في القرن السادس عشر. قُدِّر عدد النساء المُتعرِّضات لربط القدم في القرن التاسع عشر في الصين بنسبة 40-50% من إجماليّ النساء الصينيّات، و100% من نساء الطبقة العليا تعرَّضن لها.
كان هناك محاولات لإنهاء ربط القدم أثناء حُكم سلالة تشينغ، فقد حاول الإمبراطور كانغ شي تحريم تلك الممارسة في عام 1664 لكنه فشل. في نهاية القرن التاسع عشر، ظهرت العديد من الحملات المناهضة لتلك الممارسة على يد المُصلحين الصينيّين، حتى بدأت الممارسة في الانحسار في بداية القرن العشرين. لا يوجد سوى عدد قليل من النساء الصينيات كبيرات السن المربوطة أقدامهن اليوم.

## التاريخ

### الأصل
تختلف الروايات حول نشأة ممارسة ربط القدم قبل انتشارها أثناء سلالة سونغ. تُروى إحدى القصص عن عشيقة إمبراطور سلالة تشي الجنوبية شاو باوجوان، المسماة بان يوانو، والتي كان لديها أقدام مُنمَّقة وكانت ترقص على أرضية مُزيَّنة بزهور اللوتس الذهبيّة. فعبَّر الإمبراطور عن إعجابه وقال «يُزهر اللوتس من كل خطوة تخطوها!» ربما يكون مصدر كلمة «أقدام اللوتس» لوصف الأقدام المربوطة تلك القصة.
يقول الرأي العام أن تلك الممارسة ربما نشأت منذ الإمبراطور لي يو في القرن العاشر في التانغ الجنوبيّة، قبل سلالة سونغ. شكل لي يو زهرة لوتس ذهبية بطول ست أقدام مُزيَّنة بالأحجار الكريمة واللؤلؤ، ثم طلب من عشيقته ياو نيانغ أن تثني أقدامها وتربط عليها بالحرير الأبيض في شكل الهلال، وأن تؤدي رقصة باليه على أطراف أقدامها على اللوتس. يُقال أن رقصها كان عذبًا للغاية لدرجة أن غيرها من النساء قلدنّها. ثم انتشرت بعد ذلك ممارسة ربط القدم بين نساء الطبقة العليا.
تعود الإشارات الأولى لممارسة ربط القدم في 1100، حيث يُقال أن هناك قصيدتين لمَّحتا لهذه الممارسة. وبعد 1148، في أقدم خطاب عن ممارسة ربط القدم، كتب الأكاديميّ زهانغ بانجي أن الأقدام المربوطة لا بد أن تأخذ شكلا مُقوَّسا وصغيراً. ويلاحظ أن ممارسة ربط القدم حديثة ولم تُذكر في أي وثائق عن العصور السابقة. في القرن الثالث عشر، كتب الأكاديميّ تشي روشوي أن أول نقد معروف لهذه الممارسة يقول: «تُجبر البنات الصغيرات بعمر 4 أو 5 أعوام، دون أن يفعلن أي شيء خاطئ، على ربط قدمهن، متحملات بذلك كمية من الألم والمعاناة لا يتحملها أحد، ولا أعرف نفعًا لذلك».
العصور اللاحقة
في نهاية سلالة سونغ، شرب الرجال من حذاء خاص يحتوي كعبه على كأس صغير. وخلال سلالة يوان، شرب البعض من الحذاء مباشرة. سُميت تلك الممارسة «نخب اللوتس الذهبيّة» واستمرت حتى نهاية سلالة تشينغ.
كان أول أوروبيّ يلاحظ تلك الممارسة هو التبشيريّ الإيطاليّ أودوريكو ماتيوسي في القرن الرابع عشر خلال سلالة يوان. هذا ولم يذكر أي زائر أجنبيّ للصين أي شيء عن الممارسة بما يشمل ابن بطوطة وماركو بولو (الذي لاحظ المشيّة الدقيقة للصينيّات بخطوات صغيرة)، وربما يكون ذلك مُعبِّرًا عن أنها لم تكن ممارسة شائعة في هذا الوقت. شجَّع الُحكام المغول تطبيق هذه الممارسة على النساء. انتشرت الممارسة في عائلات طبقة النبلاء ثم إلى العامة بعد ذلك، حيث مارستها ممثلات المسرح. وبحلول عصر مينغ، لم تعد الممارسة حكرًا على طبقة النبلاء، ولكنها حافظت على رمزيتها الاجتماعيّة. حدَّت تلك الممارسة حركة الأنثى، لذلك ارتبطت شعبيتها المتزايدة بتدهور فن الرقص النسائيّ في الصين، وأصبح من النادر أن نسمع عن الجميلات الممارسات للرقص بعد عصر سونغ.

### الانحسار
زادت معارضة ربط القدم في الكتابات الصينيّة بداية من القرن الثامن عشر. وفي منتصف القرن التاسع عشر، كان الكثيرون من تمرد تايبينغ من خلفيّة الهاكا، لم تمارس نساؤهم ربط القدم حيث كانت تلك الممارسة محظورة. فشل التمرد رغمًا عن ذلك، وقام التبشيريّون المسيحيّون بتوفير التعليم للبنات وحثوا على إيقاف تلك الممارسة البربريّة في نظرهم، مما ساهم في تغيير وجهة نظر النخبة عنها من خلال التعليم وتوزيع المنشورات. تُعتبر «جي تشان زو هوي» أقدم جمعيّة معارضة لربط الأقدام، شُكِّلت في شيامن في 1874. قامت 60-70 امرأة صينيّة مسيحيّة بقيادة أليشيا الصغيرة في عام 1875، باجتماع يرأسه المُبشِّر جون ماكغوين وقاموا بتشكيل جمعيّة القدم الطبيعيّة.
أيدت حركة المذاهب المسيحية للمرأة التي تأسست في عام 1883 جمعيّة معارضة لربط الأقدام. ودعا إليها المبشرون بمن فيهم تيموثي ريتشارد الذين اعتقدوا أن المسيحية يمكن أن تعزز المساواة بين الجنسين.
وقد بدأ المثقفون الصينيون  ذوو العقلية الإصلاحية  بإعتبار أن مظاهر ثقافتهم تحتاج إلى القضاء عليها. وفي عام 1883 أسس كانغ يووي المجتمع المعادي لعادة طي القدمين  بالقرب من كانتون لمكافحة هذه الممارسة، وقد انتشرت المجتمعات المناهضة لممارسة طي القدم في جميع أنحاء البلاد، حيث ادعت وصول عدد أعضاء الحركة إلى 300,000.
غير أن الحركة المناهضة  لطي القدمين شددت على الأسباب العملية والوطنية  بدلًا من الأسباب النسوية قائلة إن إلغاء الالتزام بطي القدمين سيؤدي إلى صحة أفضل وهو عمل أكثر كفاءة كما ادعى المصلحون مثل ليانغ كيشاو المتأثرون بالدارونية الاجتماعية أن هذه الممارسة أضعفت الأمة حيث يفترض أن النساء المستضعفات  أنتجن أبناءً ضعفاء.
في مطلع القرن العشرين دعت الحركات النسوية المبكرة مثل كيو جين إلى إنهاء ممارسة  طي القدم، تعهد العديد من أعضاء الجماعات المناهضة  لممارسة طي القدمين  بعدم ربط أقدام بناتهم أو السماح لأبناءهم بالزواج من نساء ذي الاقدام المطوية. في 1902 أصدرت الإمبراطورة «داواجر تشيسى» مرسومًا بمكافحة طي القدم  بيد أنه أُلْغِيَ بعد فترة قصيرة.
في عام 1912 حظرت حكومة جمهورية الصين الجديدة ممارسة طي القدم (مع أنه لم يتم تنفيذه بشكل فعال)  وكبار المفكرين في حركة الرابع من مايو رأوا أن هذه الممارسة تعد كرمز رئيسي لتخلف الصين، أمراء الحرب المحليين مثل يان شيشان في شانشي شاركوا في حملتهم المستمرة ضد الممارسة ووكلوا مفتشي أقدام وفرض غرامات على أولئك الذين واصلوا هذه الممارسة، كما قامت حكومات المنطقة  التابعة لنظام نانجينغ اللاحق بفرض الحظر. وقد أحرزت الحملة نجاحًا كبيرًا في بعض المناطق. أظهرت دراسة عام 1929 أنه في حين أن 2.3 % فقط من الفتيات المولودات قبل عام 1910 لم تكن أقدامهم مطوية، أصبح 95 % من الذين ولدوا بعد 1910 لم يتعرضوا لطي القدم. في منطقة جنوب بكين دينجسيان، حيث أكثر من 99% من النساء كن مرتبطين بعادات الماضي لم يُعْثَر على حالات جديدة بين أولئك الذين ولدوا بعد عام 1919. في تايوان أيضًا كافح اليابانيين هذه الممارسة في بداية الحكم الياباني، ومن 1911 إلى 1915 أصبحت هذه الممارسة تدريجيًا غير قانونية. ومع ذلك استمرت هذه الممارسة في بعض المناطق في الصين. وفي عام 1928 وجد تعداد السكان في شانشي الريفية أن 18% من النساء كن مطويات الأقدام بينما في بعض المناطق الريفية النائية مثل مقاطعة يونان استمرت الممارسة حتى الخمسينيات. غير أن هذه الممارسة اختفت تقريبًا في معظم أنحاء الصين بحلول عام 1949. أيضًا مُنِعَتْ الممارسة في الصين الشيوعية. وكانت آخر آثار ربط القدم وُجِدَتْ مع آخر حالة جديدة من ربط القدم أُبْلِغَ عنها في عام 1957. وبحلول القرن الحادي والعشرين لم يبق سوى بضع نساء مسنات مطويات الأقدام في الصين. وفي عام 1999 تم إغلاق آخر مصنع أحذية اللوتس وهو مصنع أحذية زيتشيانغ في هاربين.